# 종인부
종인부(宗人府)는 전근대 동아시아 국가에서 왕족이나 황족의 종실에 관한 사무를 관리하는 기구이다. 왕이나 황제의 구족(九族)의 종족들의 명부를 관장하고, 규정된 시간에 왕이나 황제의 족보를 작성하며, 종실의 자녀들에 관한 정보, 곧 적자·서자의 구분, 이름, 봉호, 세습 작위, 생존기간, 혼인, 시호, 장례, 매장 등의 일에 대해 기록한다. 보통 종실이 진술을 요청하면 그들을 대신해 왕이나 황제에게 보고하고, 현명하고 능력 있는 인물을 등용하여 죄책이나 과실을 기록하는 기구 역할도 한다.
중국에서 시작된 제도이며, 그 문화적 영향을 받아 베트남 또한 종인부가 있었다.

## 중국

### 명나라
명나라 초기인 홍무 3년(1370년)에 대종정원(大宗正院)이란 명칭으로 설립되었다. 홍무 22년(1389년)에 종인부(宗人府)로 명칭을 변경하였다. 종인부의 수장을 종인령(宗人令)이라고 하며, 친왕이 해당 직위를 담당하도록 하였다. 이후 공신, 외척, 대신들에게 종인부의 사무를 겸하게 하였는데 전문적인 행정이 이뤄지지 않았으므로 예부(禮部)에 귀속시켜 관리하게 했다. 이에 따라 종인부에서 관할하는 모든 사무가 예부로 이전되었다.

#### 속관 (예부 귀속 이전)
- 종인령(宗人令) - 1인, 정1품, 진왕(秦王) 주상(朱樉) 재임
- 좌종정(左宗正) - 1인, 정1품, 진왕(晉王) 주강(朱棡) 재임
- 우종정(右宗正) - 1인, 정1품, 연왕(燕王) 주체(朱棣) 재임
- 좌종인(左宗人) - 1인, 정1품, 주왕(周王) 주숙(朱橚) 재임
- 우종인(右宗人) - 1인, 정1품, 초왕(楚王) 주정(朱楨) 재임

#### 속관 (예부 귀속 이후)
- 경력사(經歷司) - 경력(經歷) 1인, 정5품, 공문의 발급과 수취를 관장함.

### 청나라
청나라 시기에도 종인부는 이어져 설립되었다. 명나라 시기보다 관직 구성을 더 구체화하였다.

#### 주요 관리 및 집장(執掌)[3]
- 당관(堂官)
  - 종령(宗令) - 1인, 처음에는 종실의 친왕, 군왕(郡王)이 총괄하도록 규정되었으나 이후에 작위에 상관 없이 임명하였다. 황족의 속적(屬籍)을 관장하고, 옥첩(玉牒)을 수정 및 수집하고, 소목(昭穆)을 정하고, 작록(爵祿)의 순서를 나열하고, 계파의 항렬을 짝짓고, 교계(教誡)를 펼치고, 상벌을 논의하고, 능묘의 제사를 잇는 일을 맡는다.
  - 좌종정(左宗正)·우종정(右宗正) - 각 1인, 처음에는 종실의 패륵(貝勒), 패자(貝子)가 겸섭하도록 규정되었으나 이후에 작위에 상관 없이 임명하였다. 종령을 보좌한다.
  - 좌종인(左宗人)·우종인(右宗人) - 각 1인, 처음에는 종실의 진국공(鎭國公), 보국공(輔國公), 장군(將軍)이 겸섭하도록 규정되었으나 이후에 작위에 상관 없이 임명하였다. 종령을 보좌한다.
  - 부승(府丞) - 한족 1인, 정3품, 한문으로 작성된 명부를 관장하고 교정한다.

- 속관(屬官)
  - 만당주사(滿堂主事) - 2인, 정6품, 만주어로 작성된 상주문의 초고를 관장한다.
  - 한당주사(漢堂主事) - 2인, 정6품, 한문으로 작성된 전적들을 관장한다.
  - 경력사(經歷司) 경력(經歷) - 정6품, 관아 간의 공문 출납을 관장함, 종실을 임명한다.
  - 좌·우 2사(司) 이사관(理事官) - 정5품, 좌·우 2사에서 좌·우익(翼) 종실, 각라(覺羅)의 보첩(譜牒)을 나누어 관장하고, 그들의 자녀의 적서 구분, 생존기간, 혼인, 관작, 이름, 시호를 순서대로 기록함. 또한 봉작 세습의 순서, 녹봉의 차등, 우휼(優恤) 지급 등 제반사를 조사하여 밝힘. 종실을 임명한다.
  - 좌·우 2사(司) 부이사관(副理事官) - 종5품, 이사관을 보좌함, 종실을 임명한다.
  - 좌·우 2사(司) 주사(主事) - 각 2명, 종실을 임명한다.
  - 좌·우 2사(司) 위서주사(委署主事) - 각 2인, 종실을 임명한다.
  - 좌·우 2사(司) 필첩식(筆帖式) - 각 24인, 문서 번역을 관장함, 종실을 임명한다.
  - 좌·우 2사(司) 효력필첩식(效力筆帖式) - 각 24인, 종실을 임명한다.

## 베트남
베트남도 중국 문화의 영향을 받아 유사한 기구를 설치하였다.
쩐 왕조 말기에 명나라를 모방하여 종정부(宗正府)를 설립하였다가 이후 대종정부(大宗正府)로 이름을 고쳤다. 후 레 왕조 때 종인부(宗人府)로 이름을 고쳤다. 응우옌 왕조 초기에도 계속 종인부를 설립하였으나, 티에우찌 원년(1841년)에 티에우찌 황제의 휘를 피하여 존인부(尊人府)로 이름을 고쳤다. 타인타이 9년(1897년)부터 더 이상 조정의 관리를 받지 않고 프랑스령 인도차이나의 중기흠사좌(中圻欽使座)에 속하여 직접 관리를 받았다.